# Thomas Galli
Thomas Galli (geb. 1973) ist ein deutscher Jurist und Autor. Er ist ein Kritiker des derzeitigen Strafvollzugs.

## Leben
Thomas Galli studierte und promovierte in Rechtswissenschaften und schloss neben einem Studium der Kriminologie auch ein Studium der Psychologie ab. Galli war ab 2001 im Strafvollzug tätig, unter anderem in der Justizvollzugsanstalt Straubing. 2013 wurde er Leiter der Justizvollzugsanstalt Zeithain, 2015 für über 6 Monate zusätzlich Leiter der Justizvollzugsanstalt Torgau. Galli war Mitglied des Beirats von netzwerkB. Seit Oktober 2016 ist Galli als Rechtsanwalt in einer Kanzlei in Augsburg tätig.

## Kritik am Strafvollzugssystem
Galli entwickelte zunehmend Zweifel an dem System des Strafvollzugs und legte seine Leitungstätigkeiten letztlich 2016 nieder: „Ich möchte niemand sein, der für die Abschaffung der Gefängnisse plädiert, aber selbst ein Gefängnis leitet.“ Im Mai 2020 erklärte er, er würde den Strafvollzug nicht gänzlich abschaffen wollen, doch sei das Leben in Gefängnissen nicht menschenwürdig. Seine 15-jährige Berufserfahrung habe ihn gelehrt, dass das Strafvollzugssystem kriminelle Tendenzen fördere. Bereits im Jahr 2016 hatte er verlauten lassen: „Das Gefängnis macht die Menschen gefährlicher.“ Er schlägt vor, Ersatzfreiheitsstrafen wegfallen zu lassen und jene 10 % der bisherigen Gefangenen in Deutschland, die zu dieser Strafe verurteilt worden sind, zu gemeinnütziger Arbeit zu verpflichten. Jene 40–50 % aller Gefängnisinsassen, die wegen Vermögensdelikten zu Haftstrafen verurteilt sind, solle die Möglichkeit gegeben werden, durch eine reguläre Beschäftigung außerhalb des Gefängnisses die Schulden abzubezahlen, da sie als Insassen im Strafvollzug mit einem 13-Euro-Tageslohn-Job dies sonst nicht können.
Galli schlägt des Weiteren ein Modell ähnlich dem der Restorative Justice vor, bei dem der Täter-Opfer-Ausgleich im Mittelpunkt stünde. Während das Gericht weiterhin über Schuld/Unschuld entscheiden würde, solle nach seinem Vorschlag ein Gremium, das aus Sozialarbeitern, Seelsorgern, Psychologen, Bürgern, dem Täter und dem Opfer (sofern gewillt) besteht, die angemessene Strafe oder ggf. Wiedergutmachung ermitteln. Diejenigen Verurteilten, vor denen die Allgemeinheit geschützt werden müsse, sollten auch weiterhin in einem abgeschlossenen Gebiet untergebracht werden, wo sie aber einigermaßen selbstbestimmt leben sollten.

## Buchveröffentlichungen
- Lockerungsbegutachtungen im Strafvollzug. 2011. ISBN 978-3-531-18204-9
- Die Schwere der Schuld.  2016. ISBN 978-3-360-01307-1
- Die Gefährlichkeit des Täters. 2017. ISBN 978-3-360-01318-7
- Endstation Knast. 2019. ISBN 978-3-7423-0985-3
- Knast oder Heimat. 2019. ISBN 978-3-89801-425-0
- Knastleben. 2020. ISBN 978-3-7423-1709-4
- Weggesperrt. Warum Gefängnisse niemandem nützen. 2020. ISBN 978-3-89684-279-4
- Wie wir das Verbrechen besiegen können. Ideen für eine Überwindung der Strafe. Edition Einwurf, 2024, ISBN 978-3-89684-715-7